# Clements, Hartford, Holland
Clements, Hartford, Holland — (с англ. — «Клементс, Хартфорд, Холланд») — студийный альбом, названный фамилиями музыкантов, принявших участие в записи: Вассара Клементса (скрипка), Джона Хартфорда (банджо, гитара) и Дэйва Холланда (бас-гитара). Диск выпущен в 1984 году под лейблом «Rounder Records».

## Об альбоме
Clements, Hartford, Holland записан на студии «Treasure Isle», Нашвилл. В альбом вошли исключительно композиции, написанные самими музыкантами.

## Список композиций

### Сторона один
| Трек | Название песни                    | Автор(ы)                  | Время |
| ---- | --------------------------------- | ------------------------- | ----- |
| 1.   | Pea Patch Jig                     | Эммет, арр: Джон Хартфорд | 5:05  |
| 2.   | You Can’t Run Away From Your Feet | Джон Хартфорд             | 3:30  |
| 3.   | Memories of Home                  | Дэйв Холланд              | 3:15  |
| 4.   | Home Cooking                      | Дэйв Холланд              | 4:00  |
| 5.   | Ten Past Eleven                   | Вассар Клементс           | 4:00  |

### Сторона два
| Трек | Название песни                    | Автор(ы)                     | Время |
| ---- | --------------------------------- | ---------------------------- | ----- |
| 1.   | Scapin' Out on the Roof           | Джон Хартфорд                | 3:26  |
| 2.   | Till Something Better Comes Along | Дэйв Холланд и Джон Хартфорд | 5:50  |
| 3.   | You and the Way You Do            | Джон Хартфорд                | 2:54  |
| 4.   | Evening Prayer                    | Джон Хартфорд                | 3:55  |
| 5.   | Illinois River Rag                | Джон Хартфорд                | 2:39  |

## Участники записи
- Вассар Клементс — скрипка
- Джон Хартфорд — банджо, гитара, вокал
- Дэйв Холланд — бас-гитара
- Марк Ховард — гитара, мандолина

Производство
- Продюсер — Генри Дин [1]
- Инженер — Ричард Адлер
- Фотография — Деннис Денан
- Дизайн — Ричард Спенсер